# カラブロ-ルカネ鉄道M1C 80形気動車

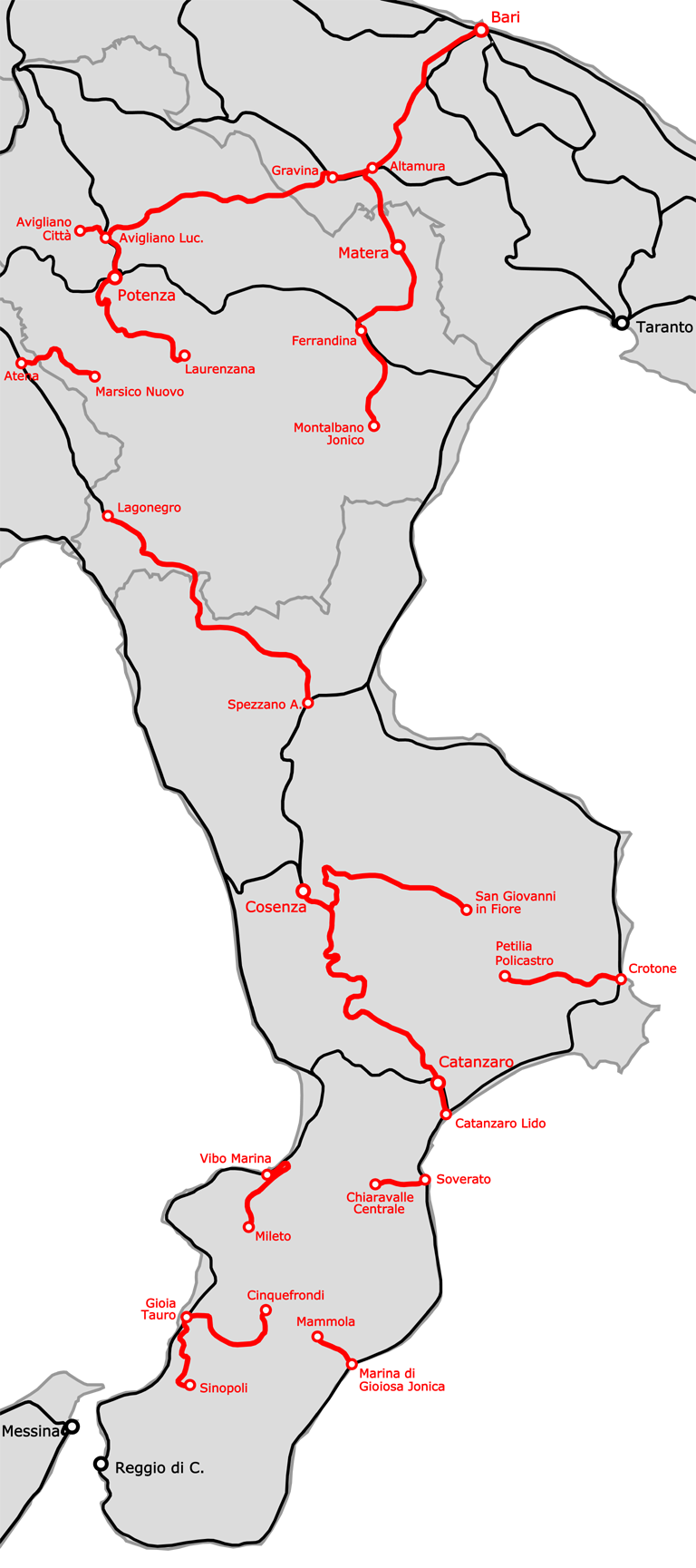
1960年時点のカラブロ-ルカネ鉄道の路線図

カラブロ-ルカネ鉄道M1C 80形気動車（カラブロ-ルカネてつどうM1C 80がたきどうしゃ）はイタリア南部の地中海-カラブロ-ルカネ鉄道（Società Mediterranea per le Ferrovie Calabro Lucane（MCL））およびその後身であるカラブロ-ルカネ鉄道（Ferrovie Calabro-Lucane（FCL））で使用されていたラック式のステンレス製機械式気動車である

## 概要
イタリア南部の私鉄であった地中海-カラブロ-ルカネ鉄道では、カンパニア、プッリャ、バジリカータ、カラブリアの各州に1915年-34年に建設された950mm軌間の13路線、計737kmを運行していた。このうち南アペニン山脈内の路線である2路線には最急勾配100パーミルのラック式区間が設けられていた。
そのうちの1路線はコゼンツァ-カタンザーロ・リド線で、全長190.8kmのうち、カタンザーロ県の県都でカラブリア州の州都でもあり、10世紀の都市に起源を持つ丘上都市であるカタンザーロの標高約300mの歴史的中心部と、丘の下の新市街を結ぶ区間のうち2.05kmが最急勾配100パーミルのラック式区間となっている。もう1路線はラゴネグロ-スペッツァーノ・アルバネーゼ線はアペニン山脈南部のポリーノ山塊を通過する路線であり、全長105.0kmのうち、ラゴネグロ大聖堂で知られるラゴネグロ付近と、15世紀のアルバニア移民に由来するスペッツァーノ・アルバネーゼ付近の計5.85kmが最急勾配100パーミルのラック式区間となっていた。いずれの区間も開業以降ラック式の蒸気機関車で運行されており、スイスのベルナーオーバーラント鉄道から譲受したSLM製の250形、260形やCEMSA製の500形が使用されていた。
一方、イタリアでは、1906年に自動車メーカーであったFiatがミラノ万博でガソリンエンジンを搭載した車両を走行させたことから気動車の開発が本格化し、その後1930年代にはFiatやBredaにより、大型自動車の技術を使用した、リットリナと呼ばれる中型の軽量気動車がイタリア国鉄を中心に広く導入され、自動車をそのまま軌道に載せたレールバス的な形態の小型の気動車もOMが北ミラノ鉄道向けに製造したMd.500形など、いくつかのメーカーで製造されており、1931年にはFiatが自動車に近い単端式で定格出力55kWの主機と自動車用変速機を搭載したALb25を製造してイタリア国鉄で試験運行されていた。
このような中、旅客輸送量の少ない地中海-カラブロ-ルカネ鉄道ではリットリナより小型のエミーネと呼ばれる単端式気動車を導入して、蒸気機関車が牽引する短編成の旅客列車を代替して効率化とサービス向上を図ることとなり、1933年-35年にCarminati & Toselli製のM1 1形とOM製のM1 30形の計21両が導入されており、M1 1形のうちM1C 14号車がラック区間用の試作機となっていた。ラック式の気動車は1925年にSLMがブラジルの個人向けに車軸配置1Azの小型のサロン付気動車1両を納入したものが最初であり、その後1928年にスイスのフルカ・オーバーアルプ鉄道に車軸配置1Azで電磁油圧制御式4段変速機を装備するBChm2/2形が導入されており、カラブロ-ルカネ鉄道が1934年に導入したM1C 14号車はそれらに続くものであった。
そして、このM1C 14号車の使用実績を基にラック式エミーネが量産されることとなり、1937年にPiaggioにより製造された機体が本項で記述するM1C 80形で、M1C 81号車からM1C 90号車までの10両が導入されたもので、それまでのエミーネと同様にキャブオーバーバスと同じく車体前部に主機と運転室を配置した車軸配置1Azの単端式気動車となっており、M1C 14号車と同じく動輪とラック区間用のピニオンを装備していた。また、本形式はアメリカのバッドのライセンスに基づくステンレス製車体を有するということが大きな特徴となっていた。 ステンレス車体は1934年にバッド社が製造技術を確立したもので、イタリアではPiaggioが生産をしており、本形式のほか、同じ地中海-カラブロ-ルカネ鉄道の2軸ボギー・電気式気動車であるM2DE 50形と北ミラノ鉄道のE.750形電車が同じ1937年に、カザレッキオ-ヴィニョーラ鉄道のM1形およびR11形電車が1938年に、イタリア国鉄で全長21mクラスの荷物郵便客車であるDUiz93000-001、1等客車のAiz13000-001、2等客車のBiz23000–003が1939年に製造されている。
なお、形式名の"M"は動力車両、"1"は動軸数、"C"はラック・アンド・ピニオンのイタリア語である"Cremagliera"に由来するラック式駆動装置を表すものであり、続く81-90の数字が機番を表しているほか、フランス語に由来するステンレスの略称である"inox"を用いたEmmina Inoxの名称が使用されている。各機体の形式機番と製造年、製造所は以下の通りである。
| 形式   | 機番  | 製造所             | 製造年 | 廃車年   |
| ------ | ----- | ------------------ | ------ | -------- |
| M1C 80 | 81-90 | Piaggio/OM/Brescia | 1937年 | 1970年代 |

## 仕様

### 車体
- 車体は18-8ステンレス鋼材をスポット溶接で組立てた無塗装の軽量車体で、側面外板と屋根外板にはコルゲーション付のものを使用しているほか、短編成に対応した車体端荷重を想定した構造とすることと、車体幅2500mm、屋根高3050mmの小さい車体断面とすることで軽量化を図ったものとなっている。外観は屋根部も含めステンレス無塗装で、側面下部中央に "MCL"（もしくは "FCL"）および"M1C 機番"のステンレスの切抜文字が設置されている。先頭部は後退角を持った半円柱形の流線形のものとなっており、正面窓は平面ガラスの7枚窓構成で、正面中央の1箇所は開閉式の二段窓、左右の最も側面寄りの1箇所は乗務員室扉となっている。正面下部中央には台形の形状をしたラジエーターグリルが、その左右に丸型の前照灯が配置されている。また、連結器は台枠取付の簡易的なねじ式連結器で緩衝器が車体中央、フック・リングがその下部にあるタイプである。
- 側面の窓扉配置はd1D7（乗務員扉 - 乗務員室窓 - 乗降扉 - 3等室窓)の配置となっている。乗降扉として1枚外開戸を片側1箇所設置しており、乗降口には折畳式のステップが設置されている。側面窓は座席1列毎に配置された二段窓で横引式のカーテンが設置されており、窓間の吹寄部が無く、窓面積が大きくなっていることが特徴となっている。また、車体背面は固定窓が2枚配置されている。
- 室内は前頭部側から運転室/主機室、乗降デッキと連続の定員29名の3等室の配置となっており、運転室と客室間には片開戸付の仕切壁が設けられている。客室の座席は2+2列の4人掛け、客室最後部のみ5人掛けで全席前向きで背摺の低い形状の固定式クロスシートとなっている。運転室/主機室内は中央部に大型の主機カバーが設置されており、その右側に運転台が設置されている。なお、運転室内は主機カバーを境に左右に分かれている。

### 走行装置
- 主機はOM製でスイスのトラックメーカーであるSaurer[17]製の直列6気筒の予燃焼室式ディーゼルエンジンをライセンス生産したBUDを車体前頭部に1基搭載している。この機関は排気量14550cm3、定格出力93kW/1600rpmとなっている。
- クラッチおよび変速機は4段変速+後進ギア付のものとなっており、変速機出力はドライブシャフトにより後位側の動軸に設置された終減速機に伝達され、駆動装置で動軸およびラック区間用ピニオンに配分されている。動輪は直径725mm、 シュトループ式用1枚歯のピニオンは有効径503mmとなっており、 レールとラックレールの高さの違いにより動輪とは有効径が異なっているため、ピニオンは動軸には固定されずフリーで嵌め込まれており、双方の周速が同一となるよう終減速機の歯車比が設定されている。なお、最高速度は粘着区間で70km/h、ラック区間では20km/hとなっている。
- ブレーキ装置として動輪とピニオンに作用する空気ブレーキと手ブレーキを装備している。基礎ブレーキ装置は動輪のものは自動ブレーキ装置により動作する、各車輪に設置された両抱式の踏面ブレーキと、ピニオンに併設されたブレーキドラムに作用するバンドブレーキとなっている。また、手ブレーキは運転台の大型の丸型ハンドルで操作するものとなっており、急勾配での停止に備え、全軸に作用するようになっている。

### 改造
- M1C 85号車とM1C 88号車は1958年および1961年[18]に自社工場で車体更新改造を実施している。側面窓は大型の下降窓4枚となり、側面外板はコルゲーションのない平板のものとなって下半部が茶色、上半部をベージュとする塗装が施されているほか、ラック式駆動装置を撤去している。また、M1C 85号車は1963年に主機を定格出力118kWのものに換装している。
- 車体更新改造を実施していないM1C 81-84、86-87、89-90号車はM1C 80R形の増備などに伴い、1953年以降ラック式駆動装置を撤去している。
- 事業用車に転用されたM1C 84号車やM1C 87号車は車体後部に観音開きの外開戸を設置しており、M1C 84号車はさらに側面最後部の窓2箇所が塞がれている。また、一部機体にはM1C 85、88号車と同様の車体塗装が実施されている。

### 主要諸元
| 機番           | 機番           | 81-90                                                 |
| 軌間           | 軌間           | 950mm                                                 |
| 動力方式       | 動力方式       | ディーゼルエンジンによる機械式                        |
| 車軸配置       | 車軸配置       | 1Az                                                   |
| 全長           | 全長           | 8950mm                                                |
| 車体幅         | 車体幅         | 2500mm                                                |
| 屋根高         | 屋根高         | 3050mm                                                |
| 全軸距         | 全軸距         | 4200mm                                                |
| 固定軸距       | 固定軸距       | 4200mm                                                |
| 動輪径         | 動輪径         | 725mm                                                 |
| 従輪径         | 従輪径         | 725mm                                                 |
| ピニオン有効径 | ピニオン有効径 | 503mm                                                 |
| 空車重量       | 空車重量       | 9.1t                                                  |
| 運転整備重量   | 運転整備重量   | 9.5t                                                  |
| 定員           | 定員           | 3等29名                                               |
| 走行装置       | 主機           | OM製直列6気筒ディーゼル機関BUD×1基（93kW/1600rpm ）   |
| 走行装置       | 変速装置       | クラッチ + 4段（後進段付）変速機                      |
| 走行装置       | 駆動装置       | 粘着動輪およびラック用ピニオン各1軸駆動式駆動装置×1組 |
| 最高速度       | 最高速度       | 70km/h（粘着区間）、20km/h（ラック区間）              |
| ブレーキ装置   | ブレーキ装置   | 空気ブレーキ、手ブレーキ                              |
| 1. 2.          |                |                                                       |

## 運行・廃車
- 本形式が運行されていたコゼンツァ-カタンザーロ・リド線（イタリア語版）はイタリア南部カラブリア州コゼンツァ県の県都である標高202mのコゼンツァから、途中標高866mのビアンキ、カタンザーロ県で標高201mのカタンザーロ・チッタを経由してイオニア海沿岸のカタンザーロ・リドに至る950mm軌間、全長109.8kmの路線であった。コゼンツァではイタリア国鉄のコゼンツァ-シーバリ線[19]とパオラ-コゼンツァ線[20]に接続し、標高423mのペダーチェからはカラブロ-ルカネ鉄道のコゼンツァ-サン・ジョヴァンニ・イン・フィオーレ線[21]が分岐しており、カタンザーロ・リドではイタリア国鉄のイオニア線[22]およびラメーツィア・テルメ-カタンザーロ線[23]と接続している。なお、本形式が運行されていた当時はラメーツィア・テルメ-カタンザーロ線がカタンザーロ・サラ（当時の駅名はカタンザーロ） - カタンザーロ・リド間で本路線と並行していた[24]ほか、カタンザーロ・チッタおよびカタンザーロ・サラではカタンザーロ市内線に接続[25]していた。同線の粘着区間の最急勾配は35パーミルであったが、尾根上に広がっていたカタンザーロ旧市街地内のカタンザーロ・プラティカ - カタンザーロ・サラ間のうち2.05kmが最急勾配100パーミルのラック区間となっており、1934年に開業したこの区間のシュトループ式ラックレールは歯厚62mm、ピッチ100mm、歯たけ15mm、粘着レール面上高75mmである。
- 本形式は同じくラック式の500形蒸気機関車とともカタンザーロ・リド機関区に配置され、主に同区間を含む、カタンザーロ・チッタ - カタンザーロ・リド間で運行されていた。
- 本形式が運行されていたもう一つの路線であるラゴネグロ-スペッツァーノ・アルバネーゼ線（イタリア語版）はアペニン山脈南部のポリーノ山塊を通過するもので、イタリア南部バジリカータ州ポテンツァ県で標高600mのラゴネグロから、途中標高582mのラウリーア、290mのライーノ・ボルゴ、1025mのパヴォーネ、381mのカストロヴィッラリを経由して標高46mでカラブリア州コゼンツァ県のスペッツァーノ・アルバネーゼに至る950mm軌間、全長105.0kmの路線であった。ラゴネグロではイタリア国鉄のシチニャーノ・デッリ・アルブルニ-ラゴネグロ線[26]に、スペッツァーノ・アルバネーゼでは同じくイタリア国鉄のコゼンツァ-シーバリ線に接続している。同線の粘着区間の最急勾配は60パーミルであったが、ラゴネグロ - リヴェッロ間2.6km、チーヴィタ - マドンナ・デッラ・カテーナ間2.4km、カッサーノ・アッロ・イオーニオ - ガルダ間3.8kmのうち計5.85kmが最急勾配100パーミルのラック区間となっており、シュトループ式ラックレールはコゼンツァ-カタンザーロ・リド線と同じく歯厚62mm、ピッチ100mm、歯たけ15mm、粘着レール面上高75mmである。
- この線は開業当初はイタリア国鉄のR370ラック式蒸気機関車を借用して運用していたが、その後ラゴネグロおよびカストロヴィッラリの両機関区に配置されたラック式の200形、260形、500形蒸気機関車、粘着式の350形蒸気機関車で運行されており、さらにその後1937年に本形式が導入されて主にカストロヴィッラリ - スペッツァーノ・アルバネーゼ間で運行されている。
- その後本形式の代替として1951年-53年にM1C 80R形のM1C 81R-90R号車計10両が導入されて4両がコゼンツァ-カタンザーロ・リド線のカタンザーロ・リド機関区に、6両がラゴネグロ-スペッツァーノ・アルバネーゼ線のカストロヴィッラリ機関区に配置されると、本形式は1953年以降順次ラック式駆動装置を撤去している。
- ラゴネグロ-スペッツァーノ・アルバネーゼ線では、ラゴネグロ駅付近にあった上路アーチ橋であるセラ橋が緩慢地動により1径間においてアーチがずれて1952年には列車の運行ができなくなったため、ラゴネグロ - リヴェッロ間がバスによる運行に転換され、さらに1970年にはカッサーノ・アッロ・イオーニオ付近のエイアノ橋が水害により損傷したためカストロヴィッラリ - スペッツァーノ・アルバネーゼ間が廃止となってラック式区間がすべて廃止となっており、車体更新工事とラック式駆動装置の撤去を実施したM1C 85号車とM1C 88号車も同区間で運行されている。なお、1978年6月18日には残っていた全線の運行が停止され、1979年9月20日に全線が廃止となっている。
- ラック式駆動装置を撤去したM1C 81、86、89、90号車は全線粘着式のクロトーネ-ペティーリア・ポリカストロ線[27]に転用されて運行されていた。この路線はコゼンツァ-サン・ジョヴァンニ・イン・フィオーレ線のサン・ジョヴァンニ・イン・フィオーレへの接続を計画していたもので、カラブリア州東部クロトーネ県、イオニア海沿岸のクロトーネ・チッタからイタリア国鉄と接続するクロトーネを経由して同じくクロトーネ県で標高264mのペティーリア・ポリカストロに至る950mm軌間、40.7kmの本線と、クロトーネ市街のビヴィオ・ポルトから分岐してクロトーネ・ポルトに至る950mm軌間、1.5kmの支線が1930年に開業した。同線では蒸気機関車とM1 1形、M1 30形およびM1C 80形単端式気動車により運行されており、本形式は1972年の同線の廃止まで使用されていた。
- なお、1961年12月23日に発生したフィウマレッラ鉄道事故を契機に地中海-カラブロ-ルカネ鉄道の各路線の運行は、1964年1月1日からカラブロ-ルカネ鉄道が担当することとなり、本形式も同鉄道の所有となっている。なお、本形式運用後の1990年には同社は二分され、コゼンツァ-カタンザーロ・リド線を中心とするカラブリア鉄道[28]およびアップロ・ルカーネ鉄道[29]となって現在に至っている。
- 1953年にはM1C 87号車がコゼンツァ機関区で事業用車となって使用されており、その後M2DE 50形1両などとともに放置されていたが、1999年に解体されている。
- 廃車後にローマ近郊のパリアーノの公園である "La Selva"内の観光鉄道においてM1C 80R形や他の機関車、客車などとともにM1C 88号車およびM1C 90号車が動態保存されていた。

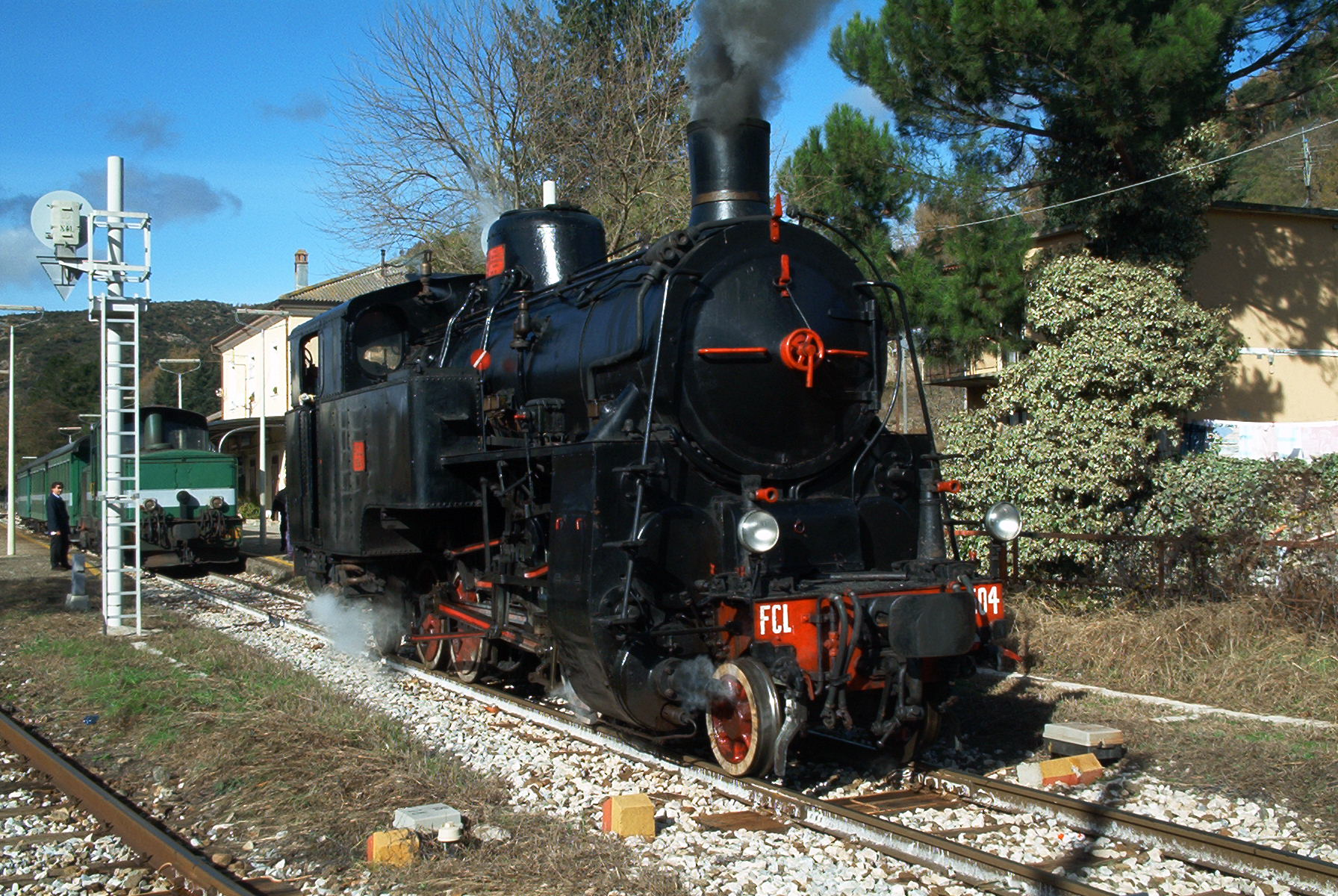
本形式とともにラック区間で運行されていた500形ラック式蒸気機関車、動態保存されている504号機、2006年
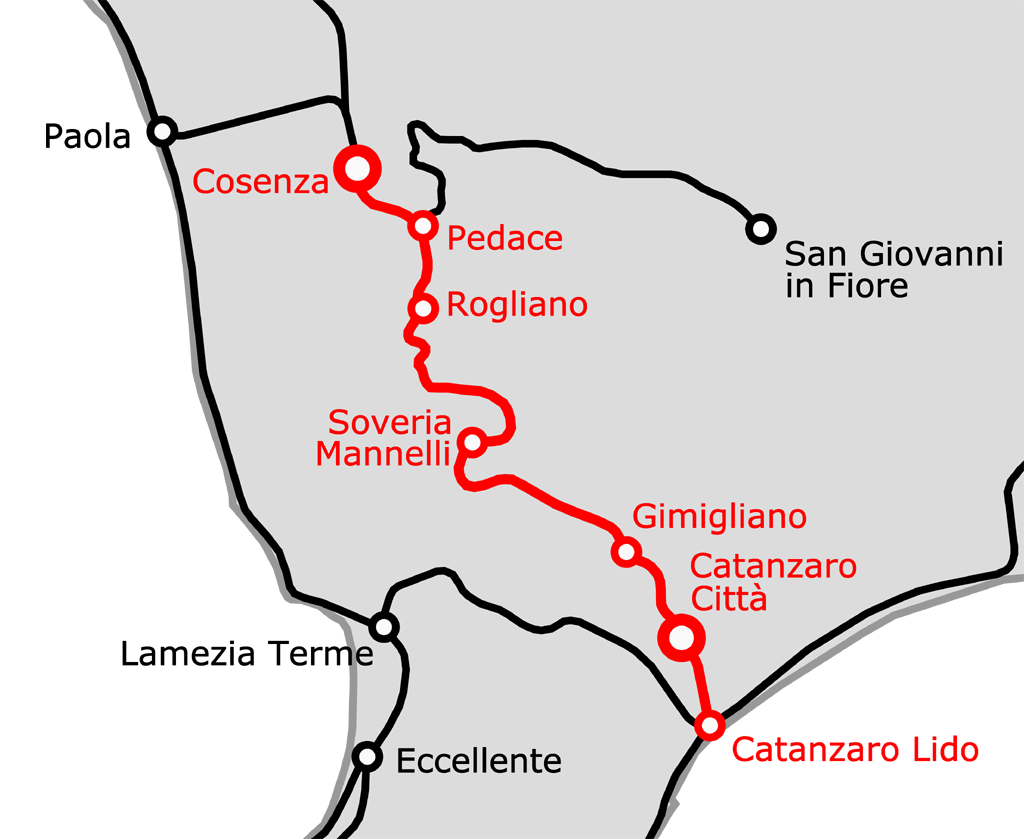
コゼンツァ-カタンザーロ・リド線の路線図
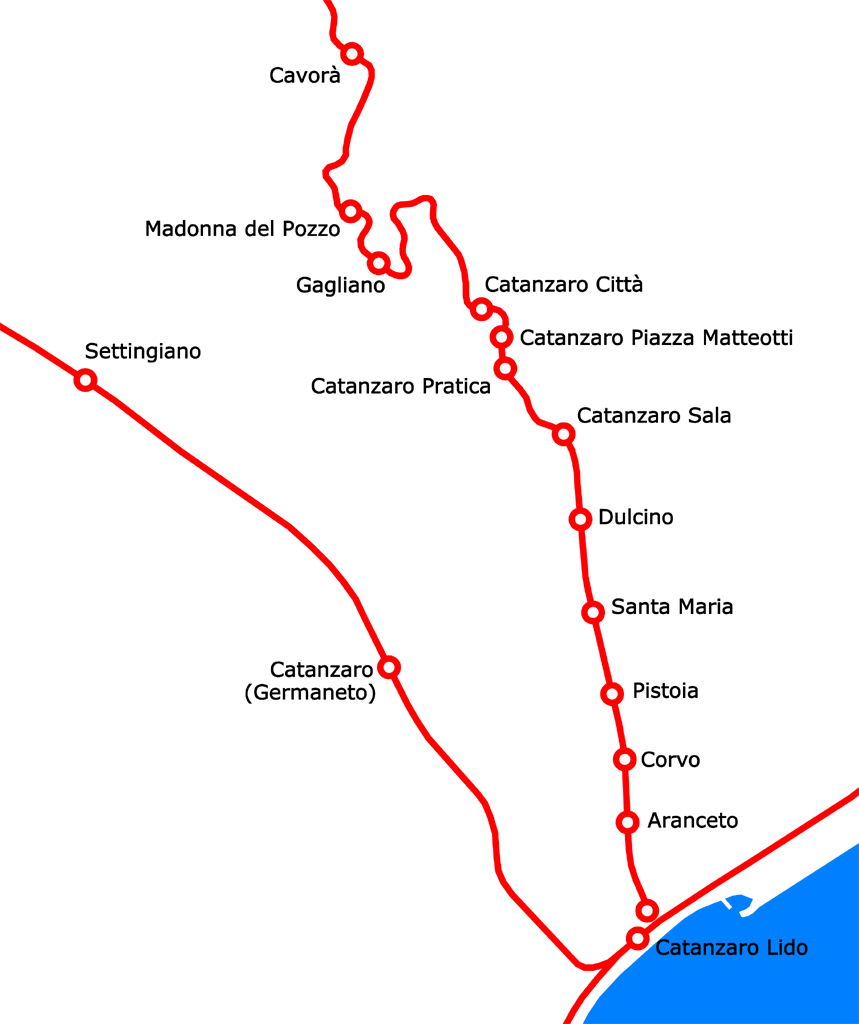
コゼンツァ-カタンザーロ・リド線のうち、ラック区間のあるカタンザーロ・チッタ間付近の路線図
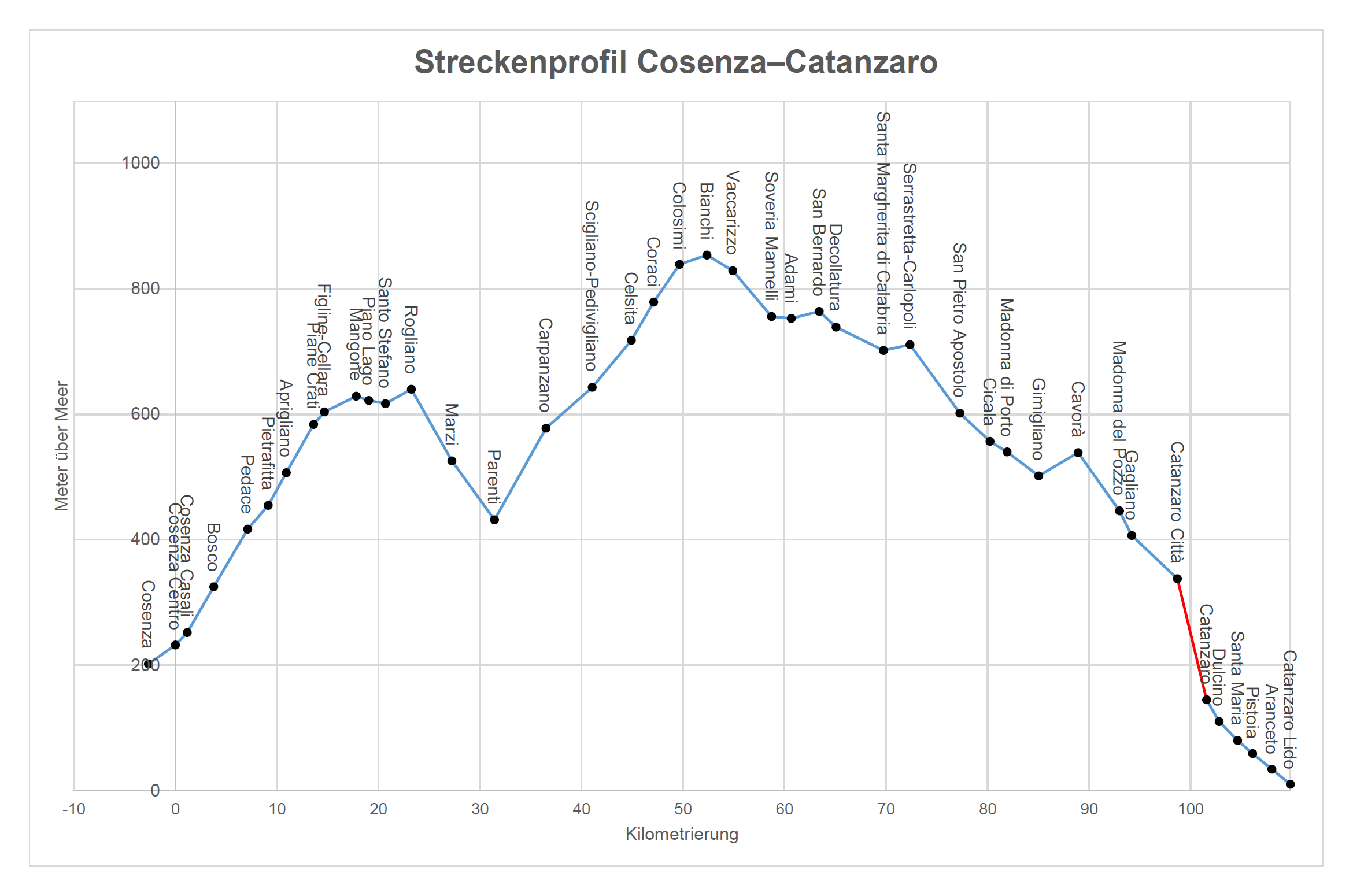
コゼンツァ-カタンザーロ・リド線の線路高低図、赤色の部分がラック区間
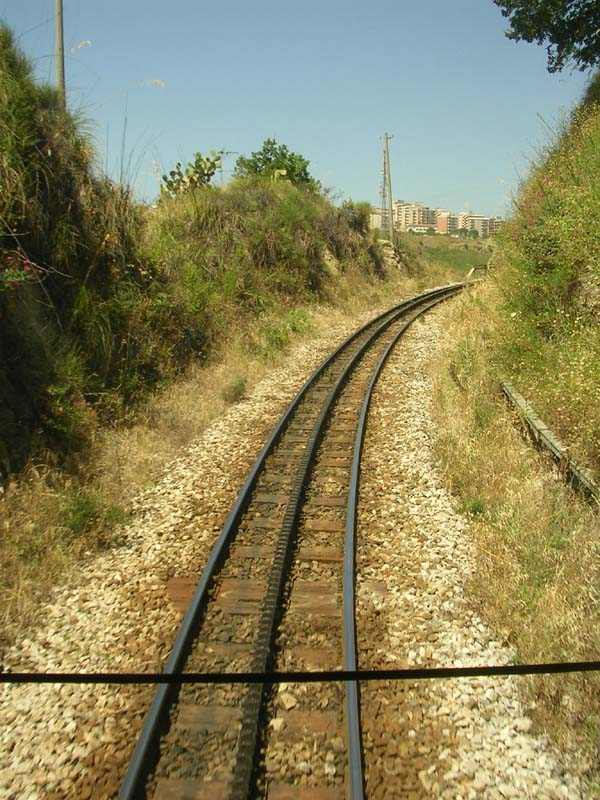
コゼンツァ-カタンザーロ・リド線のラック区間
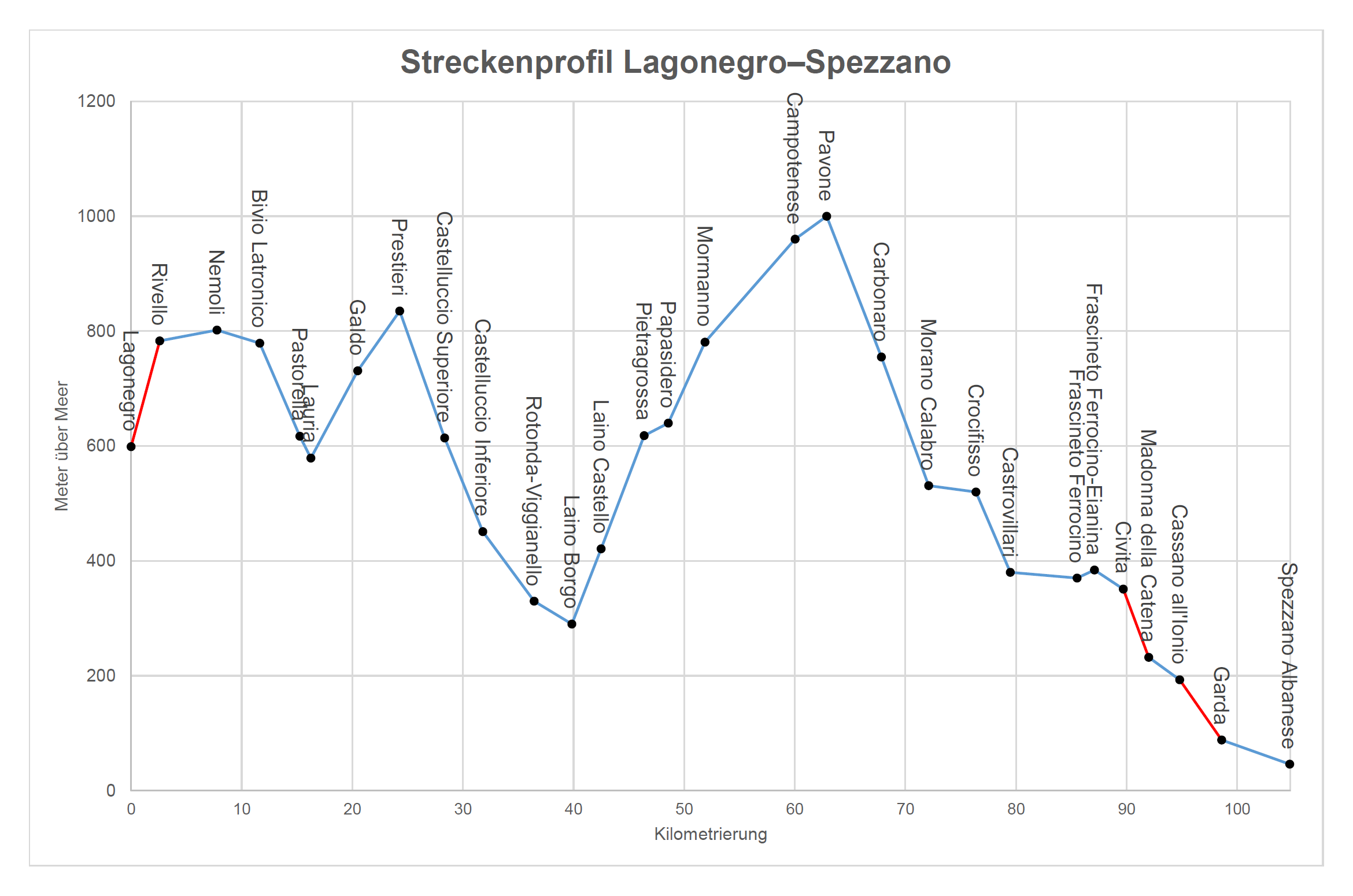
ラゴネグロ-スペッツァーノ・アルバネーゼ線の線路高低図、赤色の部分がラック区間
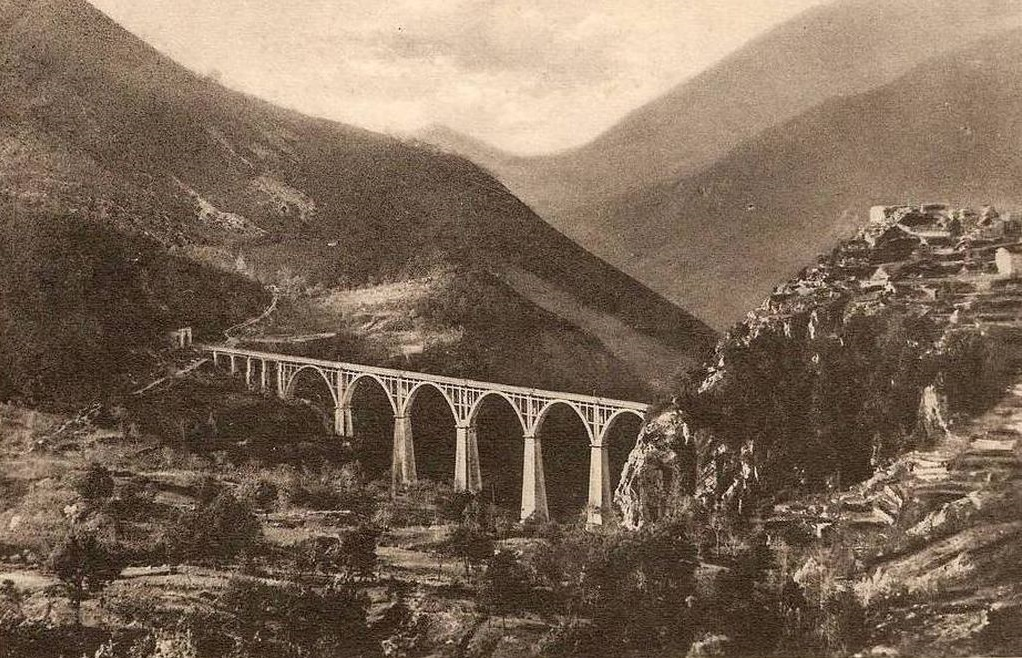
ラゴネグロ-スペッツァーノ・アルバネーゼ線のラゴネグロ駅付近のセラ橋、1930年頃
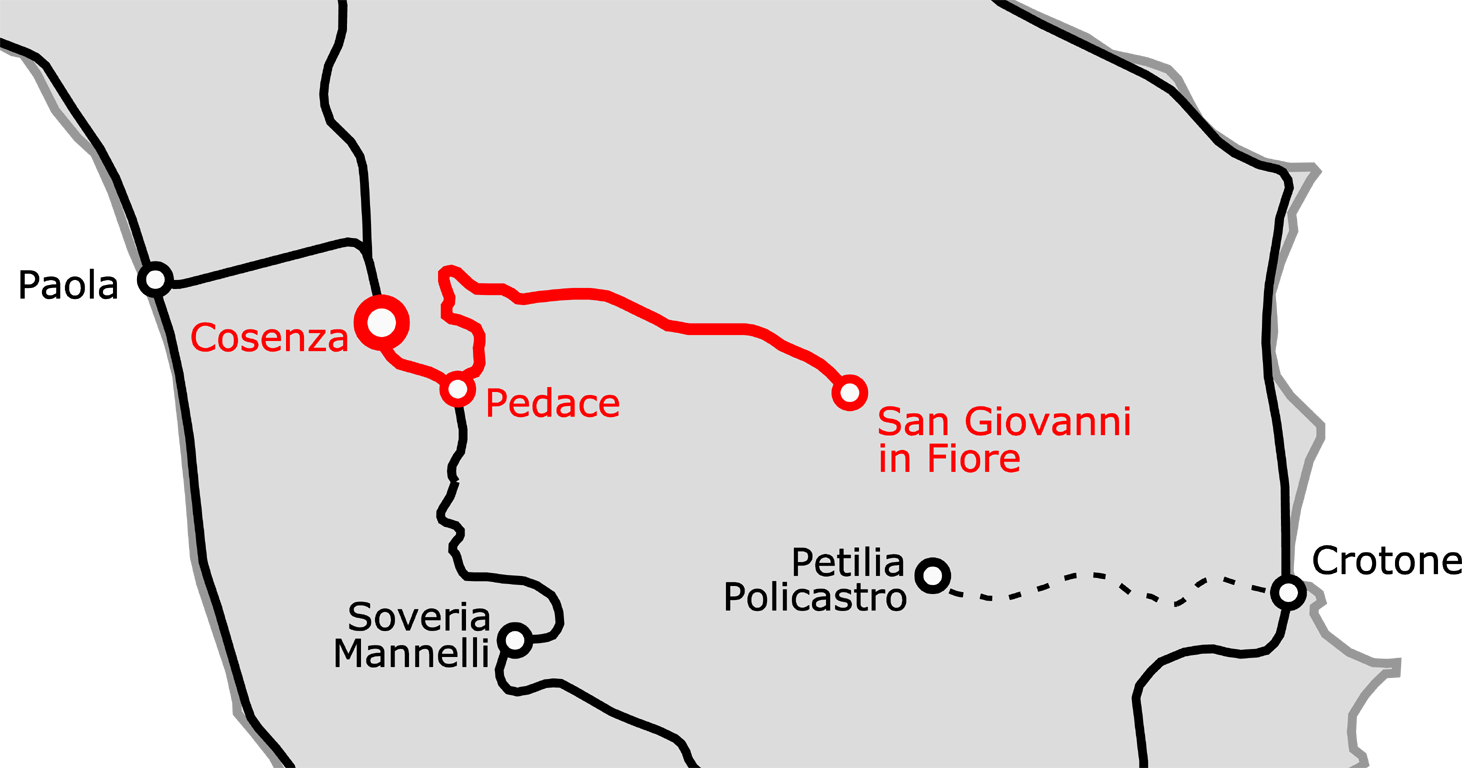
コゼンツァ-サン・ジョヴァンニ・イン・フィオーレ線（赤実線）およびクロトーネ-ペティーリア・ポリカストロ線（黒点線）の路線図、両線は接続する計画であった